# سوني بروغان
سوني بروغان (بالإنجليزية: Sonny Brogan) هو موسيقي أيرلندي، ولد في 4 يوليو 1907، وتوفي في 1965.